# Dendropsophus salli
Espèce
Dendropsophus salli est une espèce d'amphibiens de la famille des Hylidae.

## Répartition
Cette espèce se rencontre :
- en Bolivie ;
- au Brésil dans les États d'Acre et du Rondônia.

## Étymologie
Cette espèce est nommée en l'honneur de John Sall (1948-), pour ses contributions au programme BIOPAT.

## Publication originale
- Jungfer, Reichle & Piskurek, 2010 : Description of a new cryptic southwestern Amazonian species of leaf-gluing treefrog, genus Dendropsophus (Amphibia: Anura: Hylidae). Salamandra, vol. 46, no 4, p. 204-213 (texte intégral).